# 広島県道249号三段峡線
広島県道249号三段峡線（ひろしまけんどう249ごう さんだんきょうせん）は、広島県山県郡安芸太田町を通る一般県道である。

## 概要
三段峡入口から国道191号交点に至る。

### 路線データ
- 起点：山県郡安芸太田町大字柴木（三段峡入口）
- 終点：山県郡安芸太田町大字川手（国道191号交点）
- 総延長：921 m

## 路線状況
三段峡入口で自動車は行き止まり。
終点近くに下り線（広島・加計方面）はトンネル、上り線は柴木川沿いの道という上下線分離区間がある。

### 道路施設

#### トンネル
- 柴木隧道：延長72 m、1965年（昭和40年）竣工、山県郡安芸太田町[注釈 1]

## 地理

### 通過する自治体
- 山県郡安芸太田町

### 交差する道路
| 交差する道路 | 交差する場所 | 交差する場所 |
| ------------ | ------------ | ------------ |
| 国道191号    | 大字川手     | 終点         |

### 沿線
- 三段峡
- JR西日本可部線廃線跡[注釈 2]